# Pauli Siitonen

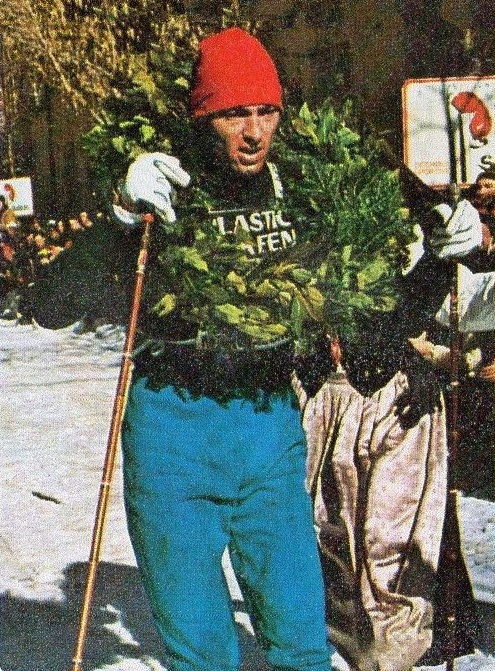
Pauli Siitonen (1972)

Pauli Siitonen (* 3. Februar 1938 in Simpele, Finnland; † 20. April 2024 in Espoo, Finnland) war ein finnischer Skilangläufer.

## Sportliche Laufbahn
Siitonen, Polizist aus Helsinki, erlebte seinen sportlichen Höhepunkt in einem für einen Leistungssportler hohen Alter. Seine größten Erfolge feierte er bei Langdistanzrennen der Worldloppet-Serie, so mit sechs Siegen beim 75 km langen Finlandia-hiihto von 1974 bis 1980 oder noch beim König-Ludwig-Lauf in Oberammergau, den er 1974, 1976 bis 1979 und 1981 insgesamt auch sechsmal gewinnen konnte. 1973 gewann er den Wasalauf, der in jenem Jahr sein 50-jähriges Jubiläum feierte. 1972 gewann er den 70 km langen Marcialonga.
Bekannt ist Pauli Siitonen für den nach ihm benannten Siitonen-Schritt, der zum wichtigsten Wegbereiter der modernen Skating-Technik wurde. Dabei handelt es sich um einen Halbschlittschuhschritt, bei dem ein Ski in der Spur der Loipe gleitet, während der andere seitlich ausgeschert wird. Siitonen hat diesen Schritt Mitte der 1970er Jahre bei Volksläufen über längere Strecken angewandt und damit bekannt gemacht. Die Nachahmer Siitonens benannten diese Technik nach ihm. In Skandinavien allerdings dauerte es lange, bis sich diese Bezeichnung durchsetzte, möglicherweise da eine derartige revolutionäre Neuerung bei den klassischen Skilangläufern nicht auf ungeteilte Zustimmung stieß.
Siitonen wird häufig auch als Erfinder des nach ihm benannten Schritts bezeichnet, was aber höchstwahrscheinlich unzutreffend ist. Zum einen gehörten schon vor 1970 im Endspurt sowie bei Richtungswechseln Halbschlittschuhschritte und Schlittschuhschritte zur Technik von Rennläufern. Außerdem demonstrierte bereits 1971 beim Holmenkollenlauf Gerhard Grimmer bei schwierigsten Wachsverhältnissen, wie man mit Oberarmkraft und einseitigem Schlittschuhschritt ohne umzuwachsen einen drei Kilometer langen Anstieg bewältigen konnte, der mittlerweile nass geworden war und somit mit dem zu Wettkampfbeginn richtigen Steigwachs keinen Abdruck in der Spur mehr ermöglichte. Er gewann den Wettkampf mit deutlichem Vorsprung. Siitonen, der bei diesem Wettkampf umwachste und zu dieser Zeit die später nach ihm benannte Technik noch nicht anwandte, wurde Vierter.
1965 und 1966 gewann Siitonen jeweils die Bronzemedaille bei den finnischen Orientierungslaufmeisterschaften auf der Ultralangdistanz.